# Пассау (епископство)

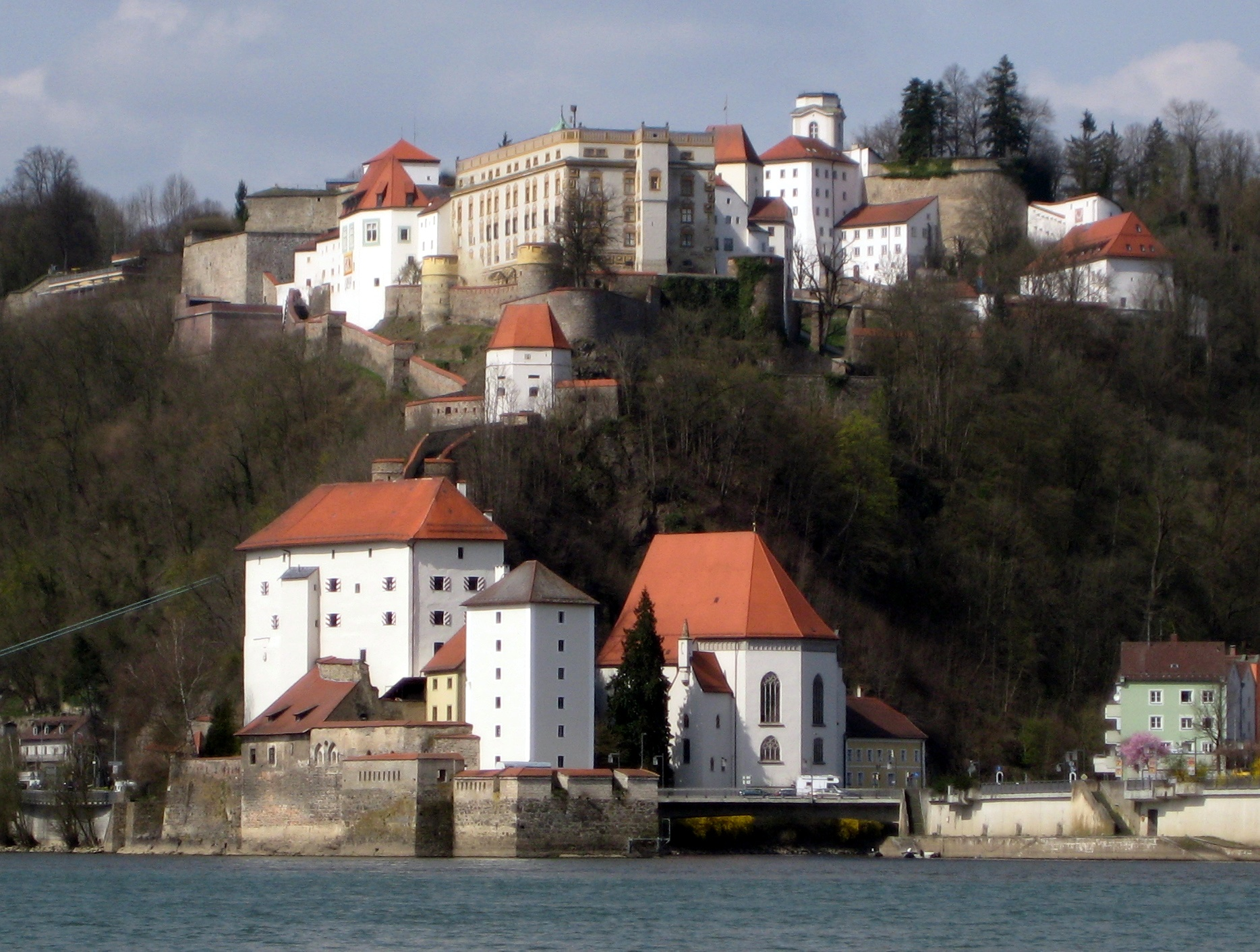
Набережная и нагорная резиденции епископов в Пассау

Пассау — владетельное княжество-епископство, основанное в 738 году в Пассау на Дунае и на первых порах подчинявшееся епископам зальцбургским.
В XIII веке епископы пассауские приобрели графства Ильцгау и Виндберг; во второй половине того же века они стали независимыми от баварских герцогов и получили право голоса на имперских сеймах. Вероятно, при дворе епископа Пассау была написана «Песнь о Нибелунгах» (с чем и связано неожиданное появление на её страницах пассауских епископов).
Значительную часть внимания средневековых епископов занимали миссионерская деятельность в Венгрии и борьба со своенравными бюргерами, стремившимися превратить Пассау в имперский город. На землях епископов возникли крупнейшие в регионе аббатства Нидеральтайхское и Кремсмюнстерское.
С 1598 по 1664 годы кафедру занимали представители дома Габсбургов — Леопольд, Леопольд Вильгельм и Карл Йозеф.
В 1803 году епископство было секуляризовано: город с крепостью и западная часть епископства отошли к Баварии, а наибольшая, восточная часть — к великому герцогу Тосканскому, ставшему курфюрстом Зальцбургским. В 1805 году и эта часть перешла к Баварии. В момент секуляризации епископство занимало 991 км² и имело 52 тысячи жителей.